# Лахо (Моосте)
Лахо (ест. Laho) — село в Естонії, входить до складу волості Моосте, повіту Пилвамаа.